# Ryūji Sonoda
Pour les articles homonymes, voir Sonoda.
Ryuji Sonoda (園田 隆二, Sonoda Ryuji), né le 16 septembre 1973, est un judoka japonais.
Il est sacré champion du monde de judo en catégorie des moins de 60 kg en 1993. L'année suivante, il obtient une médaille d'argent aux Jeux asiatiques et en 1995, il est médaillé de bronze aux Mondiaux de 1995. Il remporte aussi une médaille de bronze en catégorie des moins de 66 kg aux Championnats d'Asie 1997
Il devient en 2005 entraîneur de l'équipe nationale féminine de judo. Au début de l'année 2013, il est contraint de démissionner à la suite d'accusations de violences physiques par 15 judokates, confirmées par la Fédération japonaise de judo,.